# Norra Visby
Norra Visby is een plaats (tätort) in de gemeente, landschap en eiland Gotland en de provincie Gotlands län in Zweden. De plaats heeft 453 inwoners (2010; 205 2005) en een oppervlakte van 83 hectare. Tot 2010 stond de plaats bekend als Gustavsvik och Annelund.